# Venepunkce

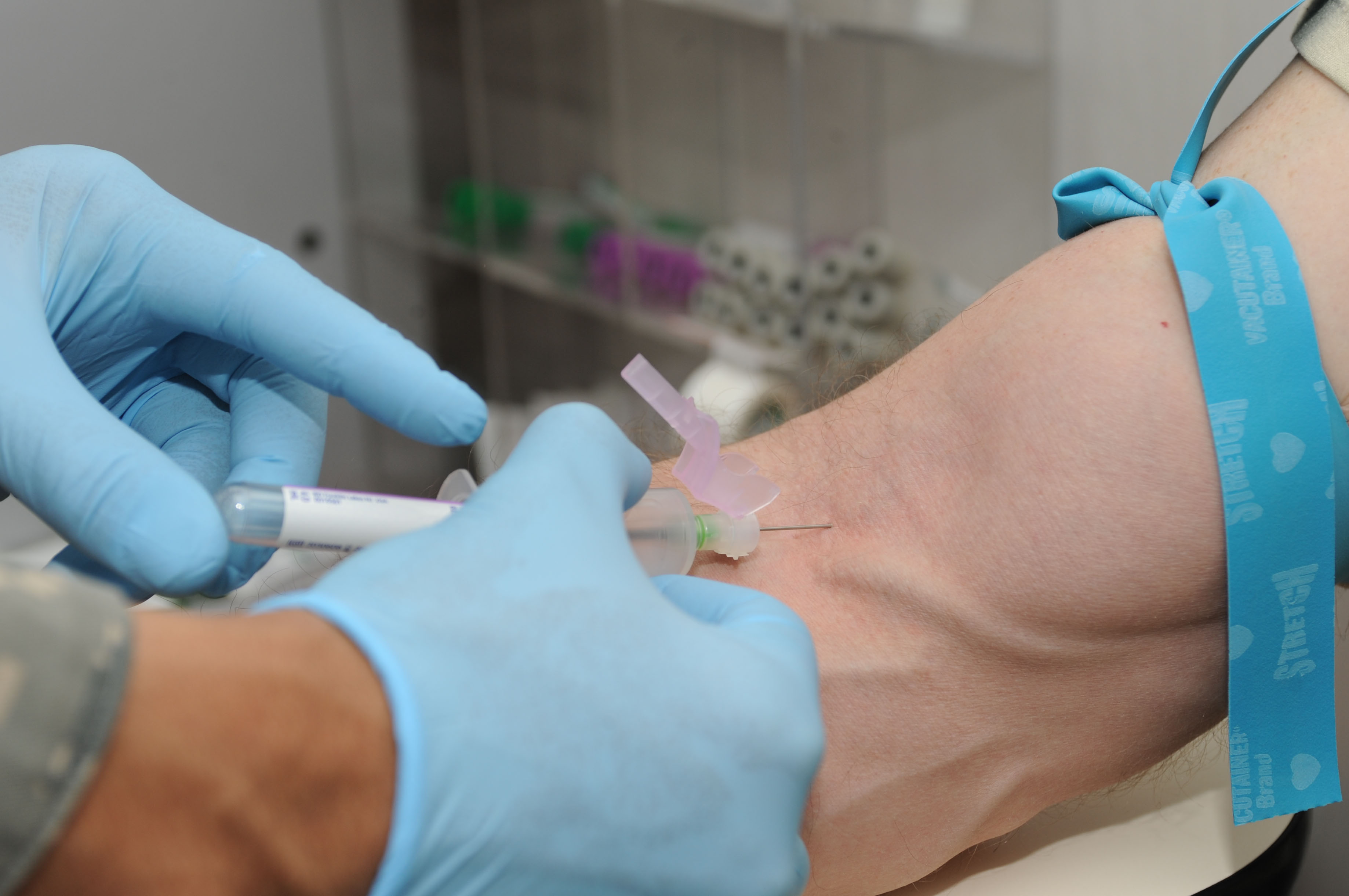
Odběr venózní krve

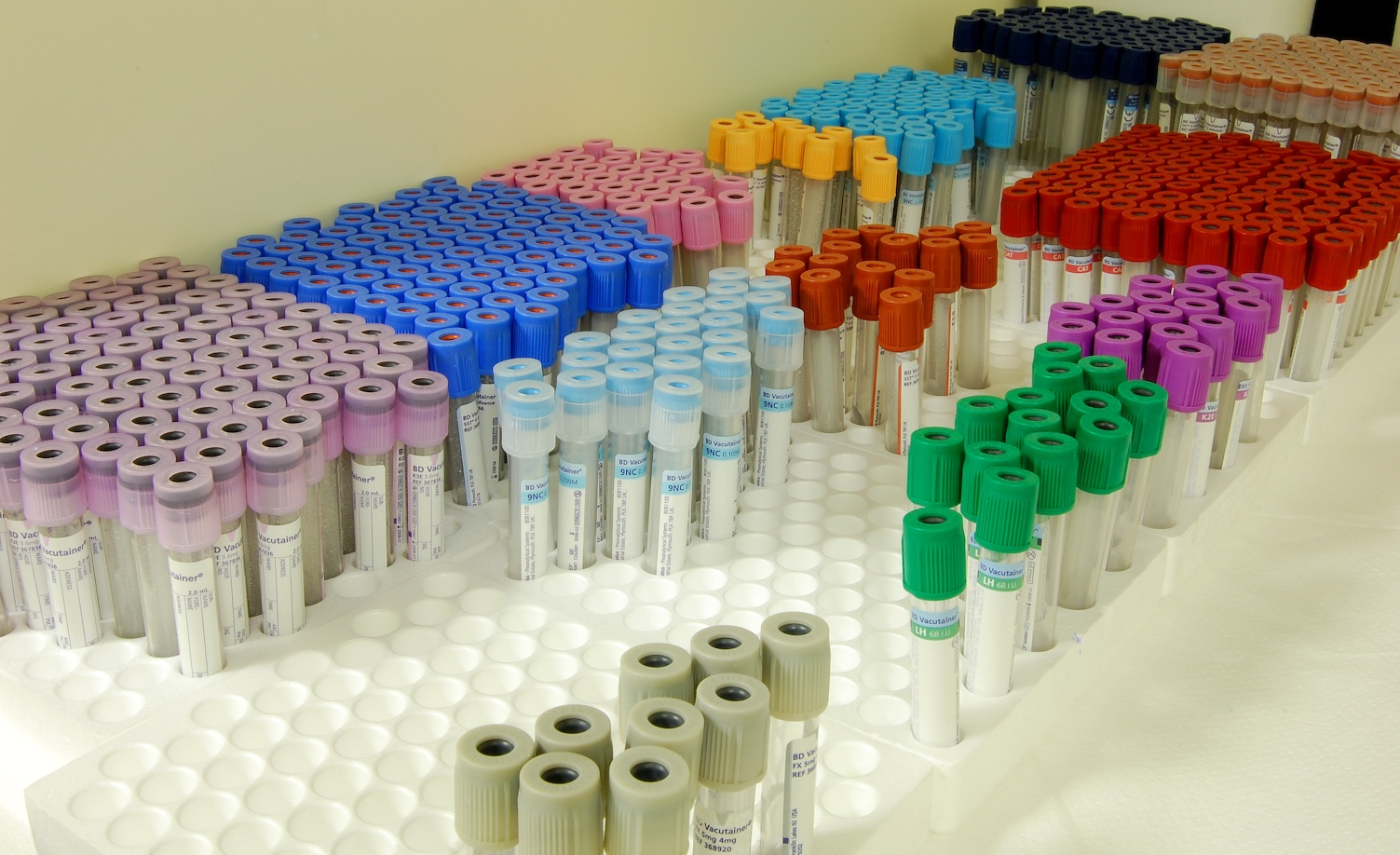
Různé druhy zkumavek

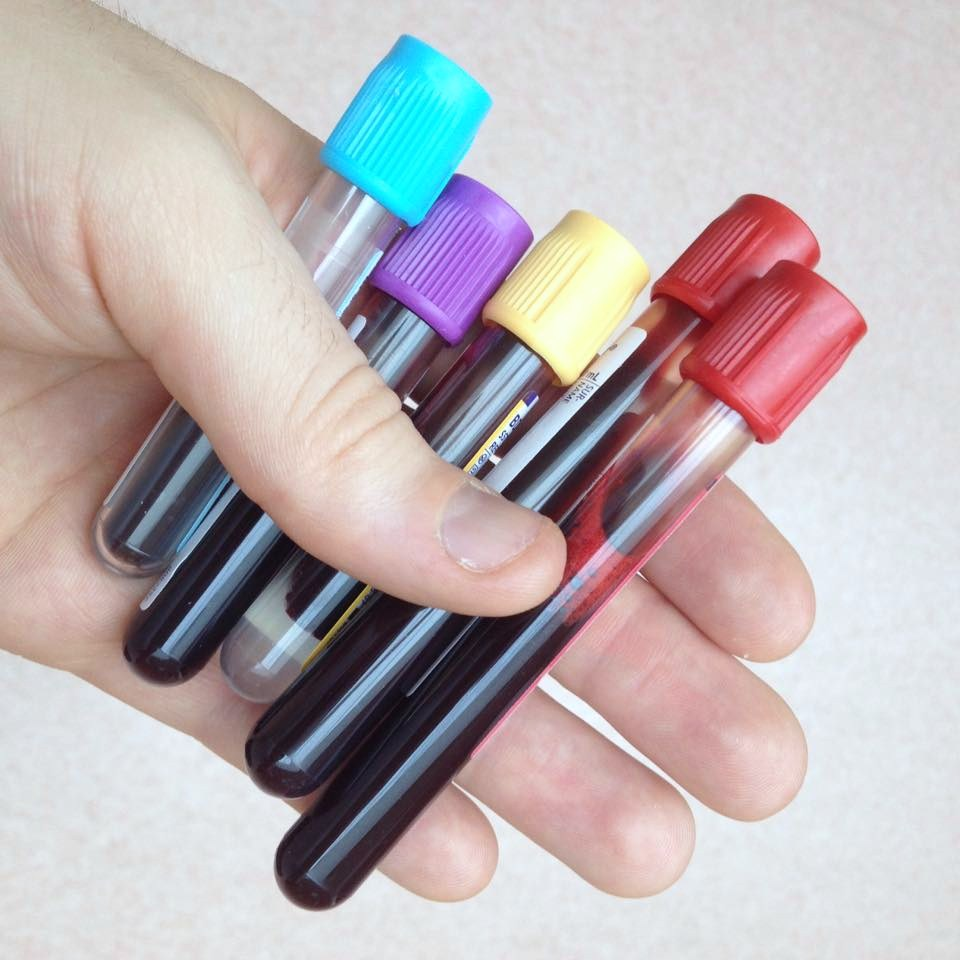
Zkumavky s odebranou krví

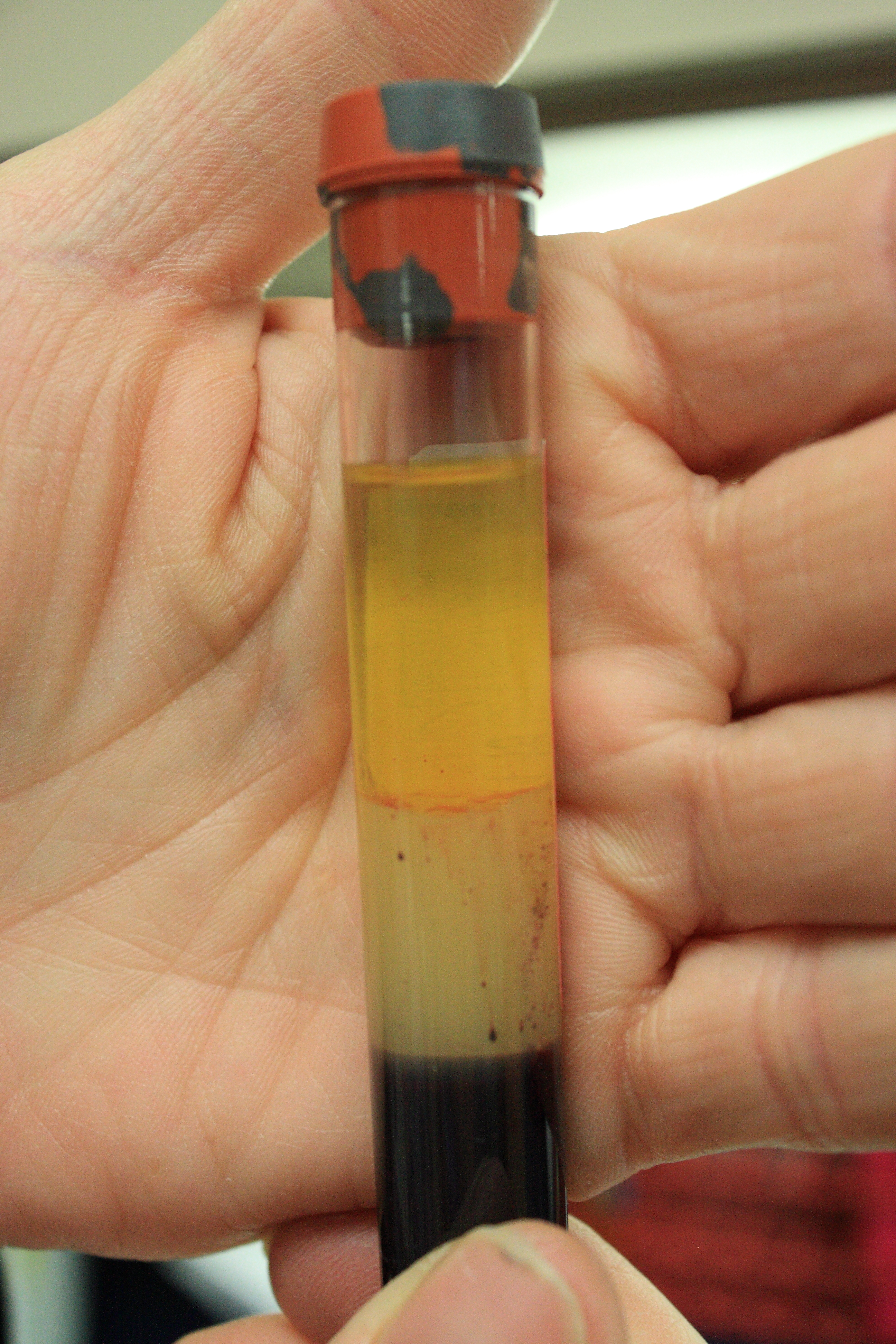
Separovaná krev v nádobce

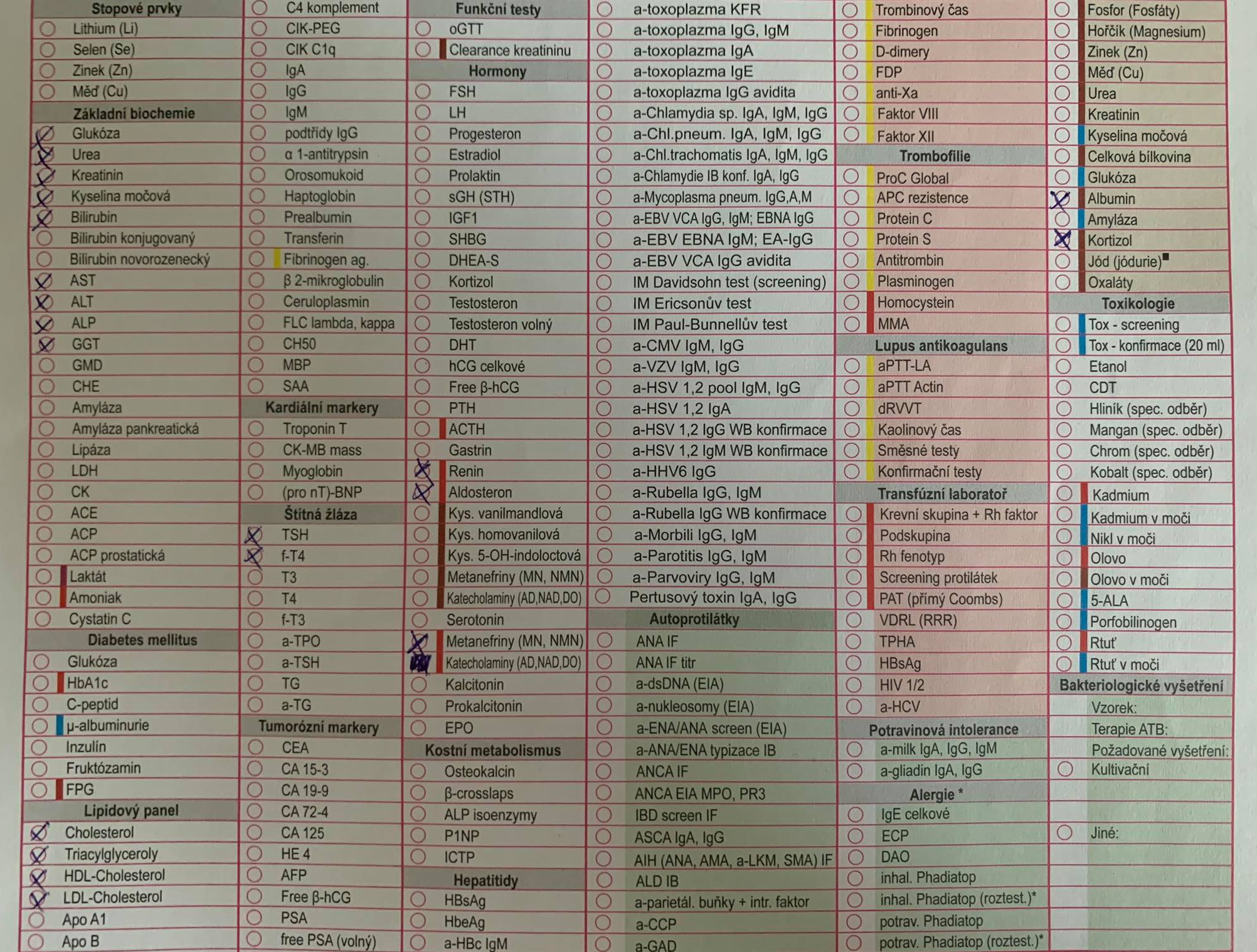
Žádanka k odběru krve

Venepunkce (z latiny vena – žíla, punctum – bodnutí) je způsob odběru krve, při kterém dochází k zavedení injekční jehly do žíly pacienta. Standardně se odběr provádí z žil  (v. cephalica, v. basilica) nacházejících se v oblasti loketní jamky, méně často z předloktí a dolních končetin.

## Postup
Před zákrokem pacient sedí nebo leží a na dolní třetinu ramene se aplikuje škrtidlo, které způsobí mírné svírání žil. Škrtidlo nesmí být příliš těsné, aby se zachoval arteriální průtok krve, který se kontroluje pomocí tepu. Pokud je pacientova žíla špatně viditelná, je pacient mnohdy vyzván, aby provedl tzv. „pumpování paže“, což je však označováno jako nevhodné, neboť při tomto pohybu dochází k nárůstu analytů v krevní plazmě, proto je vhodnější přistoupit k opakovanému sevření a povolení pěsti. Kůže na lokti musí být před vpichem dezinfikována. Je nutné pracovat v rukavicích. Poté se kůže společně s žilní stěnou propíchne jehlou pod úhlem cca 45° a následně se přes kanylu jehly pomocí vakua naplňuje krev do plastové odběrové nádobky, které většinou obsahují protisrážlivé činidlo v pevné formě, a tudíž se musí důkladně míchat, aby se rozpustilo. U odběru nesrážlivé krve se důkladné míchání provádí pomocí obrácení zkumavky vzhůru dnem a zpátky cca 10× v řadě, aby se předešlo mechanickému rozbití krevních elementů, což by mohlo vést ke komplikacím u vyšetření krevního obrazu. Po dokončení odběru se odstraní škrtidlo a místo vpichu se pečlivě ošetří přitlačením vatového tamponu s dezinfekčním roztokem, který se přelepí náplastí. Pacient by měl tampon na místě držet alespoň 5 minut.

## Metody odběru krve
- aspirační metoda — zdravotnický pracovník pomalu nasává krev pístem odběrové stříkačky (např. Sardest Monovette)
- vakuová metoda — u odběrového systému (např. Vacutainer) je podtlak už z výroby vytvořen; lze ho však vytvořit i v odběrových stříkaček typu Sardest Monovette tahem pístu před nasazením nádobky na jehlu

## Možné komplikace
- anafylaktický šok[3]
- embolie[3]
- flebitida (tj. povrchový zánět žil)[4]

- hematom[1]
- sepse[3]
- mdloba

## Odběrové nádobky
Odběrové nádobky (zkumavky) jsou vakuované (tzn. mají vyčerpaný vzduch), aby se do nich nasálo příslušné množství krve, také obsahují antikoagulans nebo protisrážlivá činidla a podle jejich druhu se potom zkumavka označí příslušnou barvou na zátce, která se správně nazývá bezpečnostní uzávěr. Některé barvy uzávěrů se mohou opakovat, a proto jsou zkumavky rovněž vybaveny štítkem, na kterém se nachází seznam veškerých aditiv v ní obsažených. Každá nádobka je určena pro jiný typ zdravotnického vyšetření.
| Barva uzávěru | Aditivum              | Využití                                                      | Biologický materiál     |
| ------------- | --------------------- | ------------------------------------------------------------ | ----------------------- |
| Světle modrá  | citrát sodný 1:9      | koagulační vyšetření typu aPTT, Quickův test, trombinový čas | nesrážlivá venózní krev |
| Světle zelená | citrát sodný 1:10     | bakteriologie, koagulační vyšetření; Quickův test            | nesrážlivá venózní krev |
| Sytě zelená   | heparin lithný, sodný | imunologie, biochemie; získávání plazmy pro vyšetření        | nesrážlivá venózní krev |
| Světle žlutá  | K2EDTA, fluorid sodný | glykemie                                                     | nesrážlivá venózní krev |
| Červená       | K3EDTA                | krevní obraz, glykovaný hemoglobin                           | nesrážlivá venózní krev |
| Fialová       | K3EDTA, gel           | krevní obraz, genetika, antiglobulinový test, retikulocytóza | nesrážlivá venózní krev |
| Růžová        | K3EDTA, aprotinin     | vyšetření polypeptidových hormonů                            | nesrážlivá venózní krev |
| Oranžová      | heparin lithný, gel   | krevní plazma, klinická hematologie                          | nesrážlivá venózní krev |
| Šedá          | fluorid sodný         | biochemie, glukóza z plazmy, hormony                         | nesrážlivá venózní krev |
| Sytě žlutá    | citrát sodný, glukóza | určení krevní skupiny                                        | nesrážlivá venózní krev |
| Sytě žlutá    | bez aditiv            | mikrobiologie                                                | srážlivá venózní krev   |
| Sytě modrá    | heparin sodný         | stopové prvky, toxikologie                                   | srážlivá venózní krev   |
| Bílá          | polystyrenové granule | virologie, biochemická vyšetření                             | srážlivá venózní krev   |
| Hnědá         | separační gel         | biochemie, autoimunita                                       | srážlivá venózní krev   |